# Teatro Faenza
El Teatro Faenza és considerat la sala d'espectacles de projecció de pel·lícules més antiga de Bogotà, (Colòmbia). Va ser inaugurat el 3 d'abril de 1924 amb la projecció d'una pel·lícula francesa. El seu nom es deu que va ser construït dins de les instal·lacions d'una fàbrica de llosa dita Faenza. L'edifici és un exemple d'arquitectura modernista. Després de caure en mal estat, el teatre va ser restaurat des del 2004 fins al 2007.